# كارلوس بورخا
كارلوس بورخا (بالإسبانية: Carlos Fernando Borja)‏ (مواليد 25 ديسمبر 1956) هو لاعب كرة قدم. يلعب مع منتخب بوليفيا لكرة القدم. سبق له أن لعب في كأس العالم لكرة القدم مع منتخب بلاده.

## روابط خارجية
- كارلوس بورخا على موقع الاتحاد الدولي (مؤرشف)  (الإنجليزية)
- كارلوس بورخا على موقع قاعدة بيانات كرة القدم.إي يو (الإنجليزية)
- كارلوس بورخا على موقع ناشيونال فوتبول تيمز (الإنجليزية)
- كارلوس بورخا على موقع Soccerway.com (الإنجليزية)